# ميناكادل
ميناكادل (بالإنجليزية: Menacuddle)‏ هو موقع تاريخي يضم بئرًا مقدسًا ومنطقة غابات في سانت أوستل، كورنوال، المملكة المتحدة.

## نبذة مختصرة
شُيّد البئر المقدس في القرن الخامس عشر، وقام الأدميرال السير تشارلز جون جريفز ساول بترميمه بعد فترة وجيزة من الحرب العالمية الأولى، تخليداً لذكرى ابنه الذي قُتل في المعركة. وأصبح مكان شعبيا للسياح والمتجولين.
سُجّل الاسم باسم مينيكودل (بالإنجليزية: Menequidel)‏ في عام 1250 ومينيدكودل (بالإنجليزية: Menedcudel)‏ في عام 1284، ويعود أصله إلى الكلمة الكورنية القديمة "ميند" و"كيودل"، التي تعني التل والغابة الصغيرة. لا يحتوي الاسم على اسم قديس، ولم يكن هناك قديس يُدعى جيديل. وكان الموقع يُعرف أيضًا باسم بيني ميني[بحاجة لمصدر].
ومن اللأساطير المذكورة فيها أنه إذا أسقط شخص دبوسًا في البئر وتمنى أمنية، فسوف تتحقق تلك الأمنية. وتشتهر الغابات بأنها مسكونة، حيث شوهد "وحش أسود ضخم" هناك.

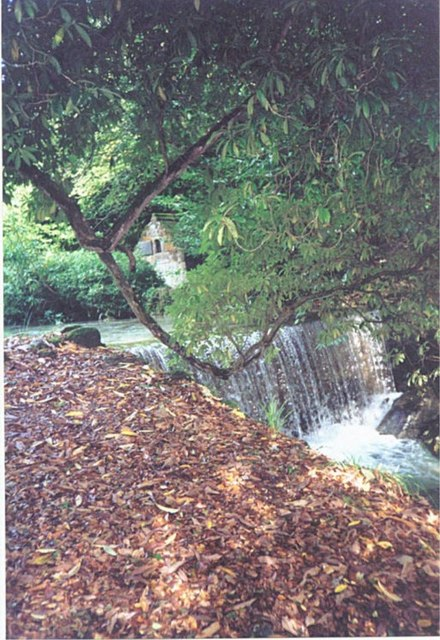
ميناكادل البئر المقدس.

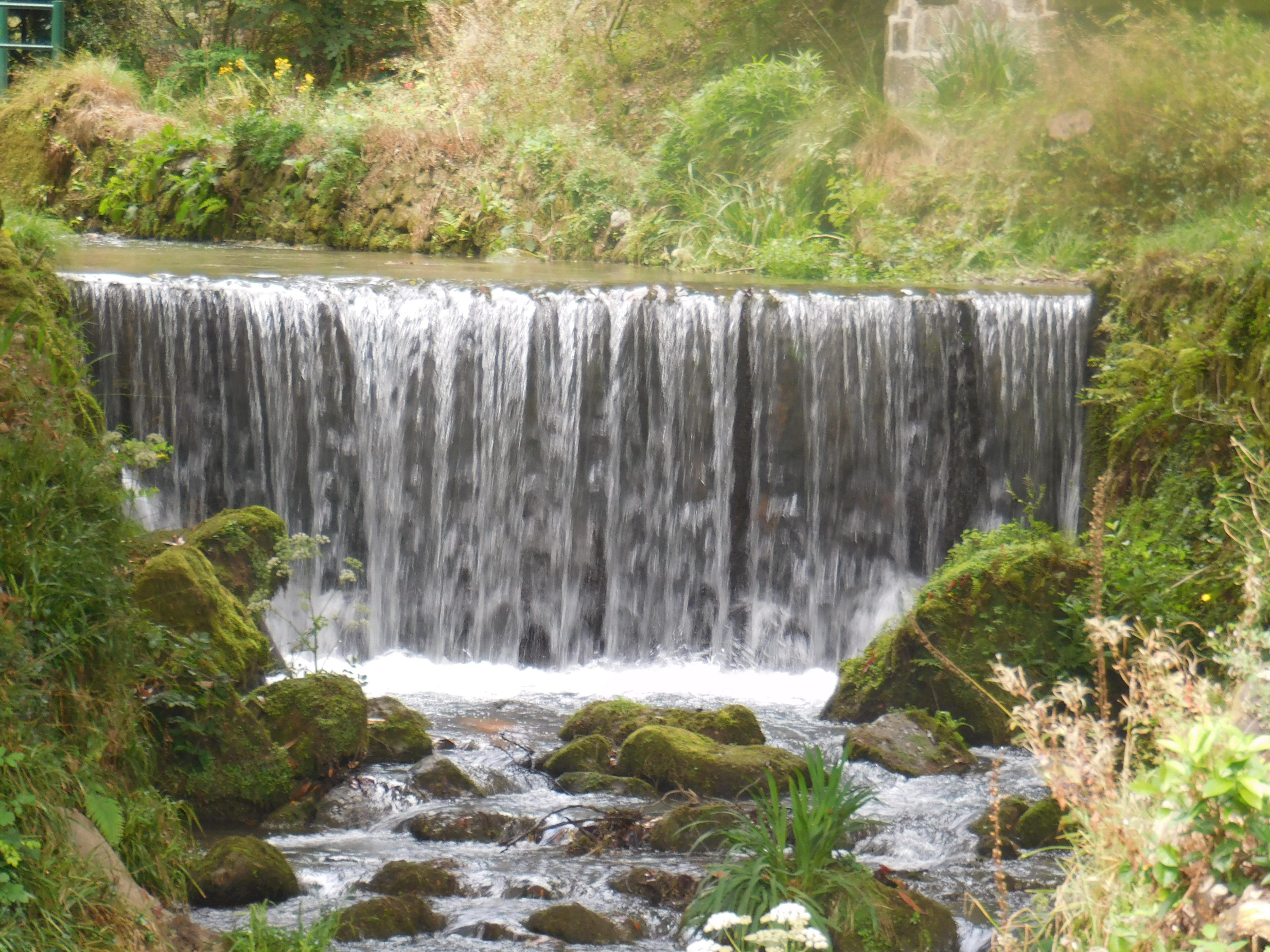
السد في ميناكادل.